# بولت (شخصية)
بولت هو راعي ألماني أبيض خيالي والبطل المسمى من فيلم 2008 بولت. في الفيلم هو صوت جون ترافولتا. رحلته وتطوره الشخصي يستفز فيه هو نواة إلى مواضيع الفيلم الرئيسية.
الشخصية من تأليف كريس ويليامز وبيرون هوارد معاً مع كبير مصممي الشخصية جو موشير. قُدم الكثير من الإلهام للشخصية جون لاسيتر الذي أشرف أيضاً على التطويرات البصرية.

## التطوير

### عمل الصوت
تم اختيار جون ترافولتا لعمل صوت بولت. على الرغم من تاريخ رفض عروض تعليق صوتي لشخصيات الرسوم المتحركة، وافق على تقديم صوت بولت كما إنه وفقاً للممثل نفسه «أشير كالشخصية الصحيحة» في مقابلته مع سي بي إس.

## وصلات خارجية
- بولت في قاعدة بيانات الأفلام على الإنترنت